# تجمع احليل (زمنخ ومنوخ)

تعديل مصدري - تعديل

تجمع احليل هو "تجمع بدوي" في عزلة زمنح ومنوخ بمديرية زمنخ ومنوخ التابعة لمحافظة حضرموت، بلغ تعداد سكانها 10 نسمة حسب تعداد اليمن لعام 2004.